# Mandy Islacker
Mandy Islacker (Essen, 8 agosto 1988) è una calciatrice tedesca, attaccante dello Stoccarda.
Durante la sua ultradecennale carriera professionistica si è laureata campione d'Europa di club, con il 1. FFC Francoforte, al termine della stagione 2014-2015 di UEFA Women's Champions League, squadra con la quale conquista anche il titolo di capocannoniere della Frauen-Bundesliga, nelle stagioni 2015-2016 e 2016-2017. Ha inoltre indossato più volte la maglia della nazionale maggiore con la quale ha conquistato la medaglia d'oro olimpica ai Giochi della XXXI Olimpiade di Rio 2016.

## Carriera

### Club
Mandy Islacker nasce e cresce con i genitori a Essen, acquisendo la passione per il calcio dal padre Frank, giocatore del Bochum con tre presenze in Bundesliga; anche il nonno Franz, deceduto nel 1970, fu calciatore, attaccante del Rot-Weiss Essen, vincitore della Coppa di Germania 1953 e Campione di Germania Ovest 1954-1955, stagione dove vince anche la classifica di capocannoniere della Oberliga.
Fin da giovanissima si tessera con il BV Altenessen 06, dove inizia a giocare nelle formazioni giovanili miste a cominciare dalla Mini-Kicker-Mannschaft allenata dal padre, per trasferirsi prima all'Essener Sportgemeinschaft 99/06 e in seguito all'SG Essen-Schönebeck.
Durante il calciomercato estivo 2004 sottoscrive un contratto con il 2001 Duisburg per giocare in Frauen-Bundesliga, massimo livello del campionato tedesco di categoria, dalla stagione entrante. Fa il suo debutto in campionato, poco più che sedicenne, il 5 settembre 2004, alla prima giornata, nella partita vinta per 6-0 sulle avversarie del VfL Wolfsburg. Nelle sue due prime stagioni in Bundesliga viene impiegata in 14 occasioni, siglando la prima delle sue tre reti per il 2001 Duisburg il 19 settembre 2004, alla terza giornata, nella partita in cui la sua squadra si impone per 7-0 sul FSV Francoforte, e condivide con le compagne la conclusione al secondo posto in entrambe, dietro all'1. FFC Francoforte al termine del campionato 2004-2005 e al Turbine Potsdam nel campionato successivo, e le semifinali della DFB-Pokal der Frauen 2005-2006.
Scaduti i termini contrattuali, per il campionato 2006-2007 trova un accordo con l'SG Essen-Schönebeck, tornando a giocare per il club dopo due campionati ma nella squadra titolare. Rimane con la società di Essen fino al termine del campionato, durante il quale sigla 4 reti su 8 incontri disputati.
Nell'estate 2007 Islacker si trasferisce al Bayern Monaco, squadra con la quale militerà per i successivi tre campionati, il primo dei quali venendo impiegata, oltre che in Coppa con la formazione titolare, solo nella squadra riserve (Bayern Monaco II) che disputa la 2. Frauen-Bundesliga (secondo livello), mentre in Bundesliga gioca le sue due ultime stagioni, collezionando in tutto 31 presenze e realizzando 17 reti. Con le compagne condivide la migliore prestazione ottenuta al termine del campionato 2008-2009, il secondo posto, risultato che consente a lei e alla società di accedere alla UEFA Women's Champions League nell'edizione 2009-2010, e dove Islaker debutta in una competizione internazionale per club il 30 luglio 2009, nella partita della fase di qualificazione dove il Bayern supera per 5-2 le campionesse di Scozia del Glasgow City. In quell'occasione viene impiegata in tutti i cinque incontri disputati, andando a segno in un'occasione, fino all'eliminazione agli ottavi di finale ad opera delle francesi del Montpellier.
Durante il calciomercato estivo 2010 decide di ritornare al 2001 Duisburg, con il quale rimane per le tre stagioni successive raggiungendo il massimo risultato sportivo in quella 2010-2011, terzo posto in Frauen-Bundesliga, quarti di finale in DFB-Pokal der Frauen e semifinali nella ridenominata UEFA Women's Champions League, e collezionando complessivamente, al termine della stagione 2012-2013, 57 presenze in campionato con 32 reti siglate.
Nell'estate 2013 decide di sposare la scommessa del neopromosso Cloppenburg vincitore del campionato Nord di 2. Frauen-Bundesliga. La sua nuova squadra non riesce però a risultare competitiva in campionato e a fine stagione 2013-2014 si classifica all'undicesimo posto retrocedendo; Islaker, che aveva realizzato 12 reti su 21 partite di campionato, decide di lasciare la società.
Il 30 giugno 2014 l'1. FFC Francoforte annuncia di aver sottoscritto un contratto con la calciatrice per le prossime due stagioni.

## Riconoscimenti
Grazie alle sue prestazioni sportive il 1º novembre 2016 viene insignita del Lauro d'argento, la massima onorificenza sportiva tedesca.

## Palmarès

### Club
- UEFA Women's Champions League: 1

1. FFC Francoforte: 2014-2015

### Nazionale
- Oro olimpico: 1

Rio de Janeiro 2016

### Individuale
- Capocannoniere della Frauen-Bundesliga: 2

2015-2016 (17 reti), 2016-2017 (19 reti)